# Program usposabljanja vodstvenih delavcev
Program usposabljanja vodstvenih delavcev (ETP) je program, ki ga je Evropska komisija ustanovila z namenom povečati izvoz evropskih proizvodov in storitev na  japonski in  južnokorejski trg..
ETP je bil ustanovljen z namenom, da bi evropskim poslovnežem in njihovim podjetjem nudil poslovna, jezikovna in kulturna znanja, potrebna za premostitev ovir na poti do uspešnega preboja na japonskem in južnokorejskem trgu. Izkazalo se je namreč, da se evropska podjetja posebej težko prilagajajo oz. razumejo kulturne, ekonomske in jezikovne posebnosti teh dveh dežel in zato težko razvijejo ustrezne tržne strategije. Način poslovanja je namreč tako izrazito drugačen od evropskega, da podjetja in poslovneži potrebujejo posebne veščine in znanja, zato da bi uspeli. ETP tako že od svoje ustanovitve leta 1979 nudi evropskim podjetjem znatno pomoč pri razvoju poslovanja.
Z okoli 1.100 diplomanti iz več kot 800 podjetij – vključujoč 15 od 20-ih največjih evropskih podjetij ter množico majhnih in srednje velikih podjetij (SME) – je ETP najstarejši in najuspešnejši izobraževalni program  Evropske unije.

## Povzetek programa
Glavni cilj ETP je podpreti sodelujoče do te mere, da lahko po zaključku programa za svoja podjetja uspešno razvijejo strategije za vstop na tržišče. ETP je zastavljen na način, da tako poslovneži kot njihova podjetja pridobijo trajne prednosti. 
Sodelujočim omogoči lokalno izkušnjo ter spoznavanje japonskega in korejskega poslovnega in kulturnega okolja, pri čemer je cilj razviti udeleženca programa v strokovnjaka za ta dva visoko specializirana trga. Podjetja imajo dostop do ključnih notranjih informacij, ki jim pomagajo razumeti tako družbo kot vedenje potrošnika. Ne nazadnje, program odpira možnosti za povezave in mreženje, ter tako udeležencu omogoči razvoj t. i. »Unique Selling Point« na vedno bolj zahtevnem trgu zaposlovanja. 
Program nudi kombinacijo različnih metod poučevanja, obiske lokacij, gostujoče govornike ter mreženja kot tudi možnost delovne prakse oz. praktičnega usposabljanja, kar omogoča sodelujočim uporabo znanja v praksi ter takojšnji prenos le-tega v svoja podjetja.
Letni 45-tedenski program za evropske poslovneže je sestavljen iz treh modulov:
1.	Začetni modul znotraj EU:  3-tedenski intenzivni tečaj na temo kulture, zgodovine in civilne družbe Japonske ter Koreje na University of London - School of Oriental and African Studies 
2.	Poglobljeni modul na sami lokaciji: 30-tedenski poslovni in intenzivni jezikovni tečaj na  Waseda-University v  Tokiu ali na prestižni Yonsei-University v  Seulu.
3.	Delovna praksa: 12-tedenska delovna praksa v japonskem ali korejskem podjetju, z namenom prenosa novo pridobljenih veščin in znanja v prakso. 

## Postopek prijave in kriteriji izbora
ETP je odprt za poslovneže, ki so državljani EU ter so zaposleni v podjetju s sedežem v EU.
Dodatno mora imeti nosilno podjetje najmanj 5 zaposlenih, najmanj 500.000 EUR prihodkov in sposobnost dokazati aktiven interes za vstop oziroma razširitev poslovanja na japonskem ali korejskem trgu.
Ostale zahteve za sodelujoče so odlično obvladovanje angleškega jezika ter, odvisno od stopnje izobrazbe, 3-5 let poklicnih izkušenj na vodstvenem položaju. Postopek prijave vključuje skupno prijavo udeleženca in njegovega podjetja preko ETP spletne strani. Po koncu postopka so najbolj obetavni kandidati povabljeni v Bruselj, kjer opravijo intervju znotraj katerega so ocenjene ključne zahtevane veščine. 45 kandidatov je izbranih za program na Japonskem in 15 za Južno Korejo. 

## Finančna podpora
Evropska komisija podpira udeležence  ETP programa s: 
•	financiranjem celotnega ETP programa usposabljanja;
•	štipendijo za vsakega udeleženca ETP programa, in sicer v višini 26.400 € letno za Japonsko ter 24.000 € letno za Južno Korejo. 
Nosilna podjetja se spodbuja, vendar k temu niso zavezana, da prispevajo za stroške bivanja udeleženc a. 

## Zgodovina / Ozadje
Vzpostavljen v letu 1979 je bil Program usposabljanja vodstvenih delavcev (ETP) razvit ob upoštevanju izjemne gospodarske rasti Japonske v tistem času. Evropska komisija je v tistem času spoznala, da rastoče japonsko gospodarstvo ponuja ogromno poslovnih priložnosti za evropska podjetja. 
Glede na to, da se poslovne prakse na Japonskem bistveno razlikujejo od evropskih, je japonski trg pogosto prestavljal problem za evropska podjetja. Posledično je bil razvit ETP, z namenom da se udeležence in njihova podjetja seznani s potrebnimi orodji in znanji za uspeh na tem tržišču.
V letu 1980 je znotraj 18-mesečnega programa diplomiralo prvih 21 udeležencev. V naslednjih letih se je popularnost programa postopoma povečevala in tako je Evropska komisija leta 1993 lahko pozdravila 500. diplomiranca programa.
V letu 1995 je Evropska komisija prvič objavila študijo uspešnosti udeležencev ETP programa. Rezultati: prihodki sodelujočih podjetij so se povečali za desetkrat v prvih desetih letih po sodelovanju v programu, 65%  vseh diplomirancev pa je napredovalo v top management v svojem podjetju. 
Zaradi velikega uspeha na Japonskem je v letu 2002 Evropska komisija program razširila tudi na Južno Korejo, ki je beležila visoko gospodarsko rast. Evropska podjetja so imela namreč tudi na tem trgu precej težav pri realizaciji poslovnih priložnosti, kar je bila posledica trgovskih ovir zaradi razdalje, poslovnega okolja ter kulturnih ter jezikovnih razlik. 
Tako kot na Japonskem je Evropska komisija položaj prepoznala kot priložnost, da omogoči uspešen preboj na trg preko ciljnega programa usposabljanja.
V letu 2006 je bil v skladu s stalno spreminjajočim se poslovnim okoljem programski kurikulum revidiran in skrajšan na 12 mesecev 
V letu 2010 je diplomiral 1000. udeleženec  programa .
V letu 2011 je bil program po kratkem premoru ponovno zagnan z novo vizualno podobo ter krajšim, 45-tedenskim kurikulumom, ki bolje odraža aktualne potrebe sodelujočih podjetij.

## Prihodnost
Kljub dejstvu, da se je gospodarska rast na Japonskem in v Koreji umirila, Evropska komisija ti dve tržišči še vedno prepoznava kot velik potencial, saj zasedata 6. in 9. mesto na letvici največjih trgovskih partnerjev Evropske unije.
Rastoče število evropskih podjetij, ki delujejo na tem tržišču, je ključni strateški imperativ za Evropsko komisijo. Japonska, drugo največje svetovno gospodarstvo, ima stabilno in visoko razvito družbo. S 127 milijoni prebivalcev trg deluje kot ključno vozlišče za regijo, predstavlja upoštevanja vredno kupno moč in posledično velike poslovne priložnosti za evropska podjetja. Južna Koreja ponuja dinamično in odprto ekonomijo z visokim per capita dohodkom. 
V letu 2011 je Ronan Lyons, ekonomist na Univerzi Oxford, izvedel študijo v imenu Evropske komisije. Poročilo z naslovom ‘Program usposabljanja vodstvenih delavcev: EU trgovina z Japonsko in Korejo je obravnavalo trgovanje EU z Japonsko in Korejo ter učinke ETP nanj . 
Kot je navedeno v poročilu, večina članic EU pomembno manj trguje z Japonsko in Korejo kot z Avstralijo, drugo razvito ekonomijo, ki je locirana na podobni razdalji. To kaže na to kako so pri maksimiziranju trgovskih in izvoznih priložnosti poleg razdalje  pomembni tudi drugi faktorji kot so kultura, jezik, tarife in poslovno okolje.
V primeru, da bi bile te ovire presežene, poročilo ocenjuje, da bi se v naslednjih 8 letih odprl trgovski potencial v višini 20 do 40 milijard EUR za evropska podjetja, ki trgujejo z Japonsko in Korejo.
S trgovskim sporazumom med EU in Južno Korejo, ki je stopil v veljavo v letu 2011, je bil narejen prvi korak v smeri ukinitve trgovskih ovir in napoveduje se že podoben sporazum z Japonsko.
Kot navaja Evropska komisija bo ETP še naprej deloval kot neprecenljiv instrument za izkoriščanje potenciala japonskega in korejskega trga za evropska podjetja.
Z besedami Tung-Lai Margue, Vodje službe za  instrumente zunanje politike pri Evropski komisiji: “V zadnjih 30. letih je ETP postal ključni instrument pri podpori širitve evropskih podjetij na japonski in korejski trg, saj nudi pomoč pri razumevanju poslovnih praks ter pomaga premostiti jezikovne in kulturne ovire na poti do uspešnega poslovnega sodelovanja.”.